# Banjalučka kotlina
Banjalučka kotlina je kotlina Vrbasa koja se nalazi u njegovom donjem toku, u sjevernoj Bosni. Duga je 15, a široka 5 kilometara.
Banjalučku kotlinu na jugu i jugoistoku okružuju ograncima Manjače (1214 m), Čemernice (1338 m), Tisovca (1172 m), Crni vrh (546 m), dok su na istoku Skatavica (830 m) i Uzlomac (942 m). Uzvodno se nalazi kanjon Vrbasa, a nizvodno je Laktaško suženje koje razdvaja kotlinu od Lijevče polja.
U kotlini je smještena Banja Luka. 